# Вольваріелла хвойна
Вольваріелла хвойна (Volvariella hypopithys) — вид базидіомікотових грибів родини плютеєві (Pluteaceae).

## Поширення
Вид поширений в Європі та Північній Америці. Росте у хвойних та змішаних лісах, у міських парках. 

## Опис
Шапинка діаметром 2–3,5 см, білого кольору, широко дзвоноподібна або майже плоска, з центральною горбком. Стебло 3-5 см завдовжки, товщиною 2–4 мм, білого кольору, без кільця, основа обнесена густою, білою вольвою. М'якоть тонка, біла, не змінюється при надрізанні, без запаху і присмаку. Споровий відбиток коричнево-рожевий. Спори розміром 6–8 x 4,5–6 мкм; еліпсоїдні або злегка яйцеподібні; товстостінні; гладкі; прозорі або злегка жовтуватого кольору.